# Odezia nigerrima
Odezia nigerrima är en fjärilsart som beskrevs av Thierry-mieg 1910. Odezia nigerrima ingår i släktet Odezia och familjen mätare. Inga underarter finns listade i Catalogue of Life.